# ディッキー・ベッツ
リチャード・ベッツ（通称：ディッキー・ベッツ、本名：Forrest Richard Betts、1943年12月12日 - 2024年4月18日）は、アメリカ人　ミュージシャン、ギタリスト、シンガーである。サザン・ロック・バンド、オールマン・ブラザーズ・バンドのオリジナルメンバーとして有名。
「ローリング・ストーンの選ぶ歴史上最も偉大な100人のギタリスト」において2003年は第58位、2011年の改訂版では第61位。

## 経歴
1943年、フロリダ州ウェストパームビーチ出身。アマチュアのフィドル奏者であった父の影響で5歳の時にウクレレを始める。ブルーグラスやアイリッシュフォークソングを好み、その後バンジョー、マンドリン、ドラムといろいろな楽器を経て10代前半でギターを始める。最初のギターはStella製アコースティックギター。ベッツにとって最初のギターヒーローは、デュアン・エディーであった。その後B.B.キングなどのブルースに傾倒する。17歳になるといろいろなバンドで演奏し各地をツアーで回るようになる。
その後ジャクソンヴィルに移住。ベーシストのベリー・オークリーと一緒にセカンドカミングというグループで活動する。1969年にベリー・オークリーと共に参加したセッションでデュアン・オールマンと出会う。直後にオールマン・ブラザース・バンド結成。ベッツはデュアンとツインリードギターを構成する。またメインのソングライターとしても活躍し、初期の楽曲「リヴァイヴァル」「エリザベス・リードの追憶」「ブルー・スカイ」等を世に送り出す。
1971年10月29日にデュアン・オールマンがオートバイ事故で他界。バンドのリーダーであり絶対的な中心人物を失ったオールマン・ブラザーズ・バンドは存続が危ぶまれる。しかし代わってリーダーとなったベッツが強力なリーダーシップと豊かな音楽性を発揮する。ギタリストを追加せずソロギタリスト体制で活動することとなり、製作途中であったアルバム『イート・ア・ピーチ』を完成させバンドの活動を軌道に乗せる。
1973年8月には『ブラザーズ&シスターズ』がリリースされ、全米アルバム・チャートNo.1を記録した。このアルバム収録のベッツがボーカルをとった「ランブリン・マン」はバンドの最大のヒット曲となった。また「ジェシカ」はサザン・ロックを代表するインストゥルメンタルとなった。
1976年、グレッグ・オールマンとベッツの不和からオールマン・ブラザーズバンドは解散する。ベッツは Dickey Betts & Great Southern を結成した。

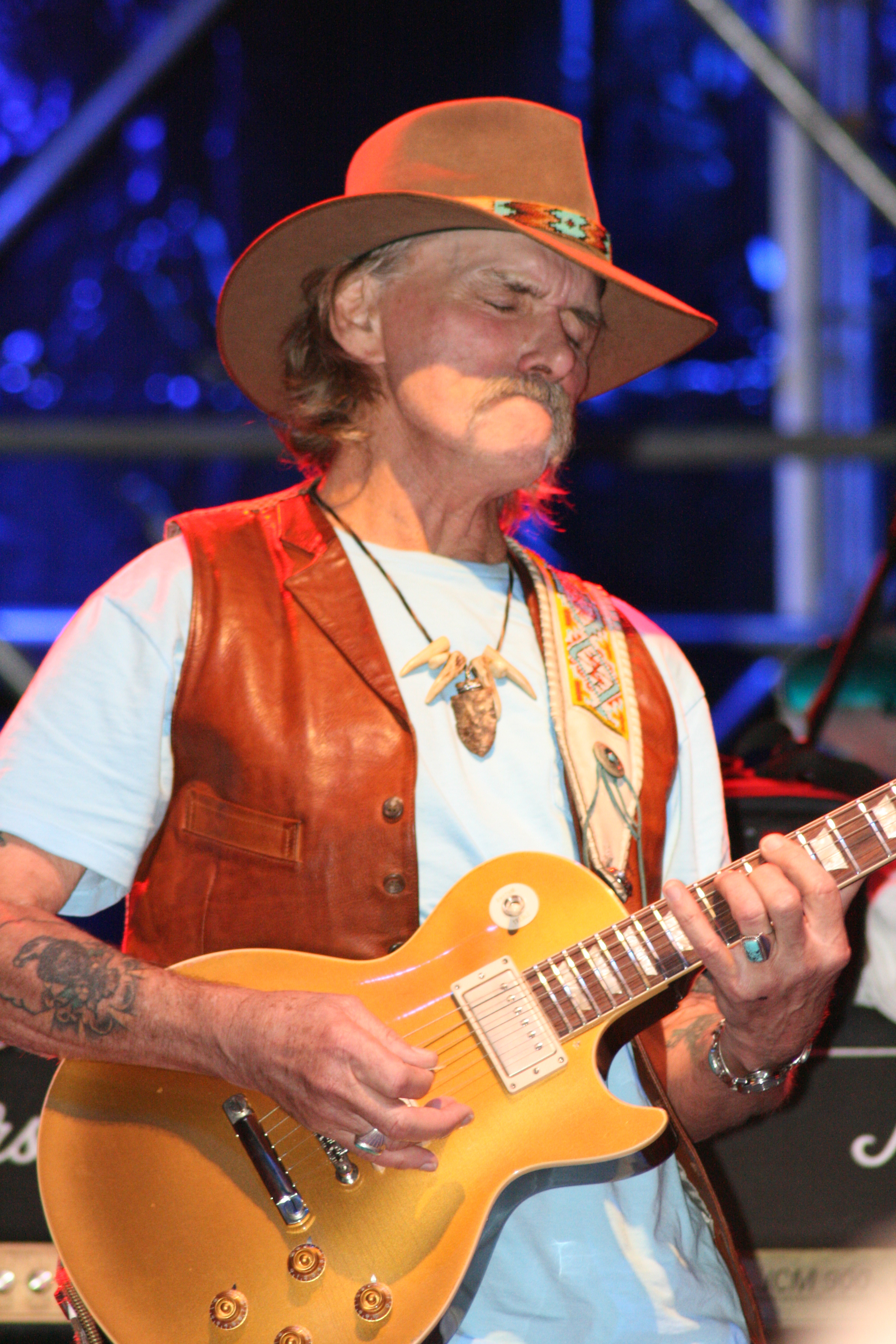
オールマンブラザーズ・バンド離脱後のソロ期（2008年）

1989年、オールマンブラザーズ・バンドが2度目の再結成をし、ベッツは自身のバンドにいたウォーレン・ヘインズと共に参加。2000年にオールマン・ブラザースバンドを再び離れている。
2024年4月18日、慢性閉塞性肺疾患と癌によりフロリダ州サラソタの自宅で死去。80歳没。

## 音楽性
オールマン初期にはブルースを基調としたプレイスタイルで、ライブでは長いソロを取ることも多い。特に、ライブ盤「フィルモア・イースト」での演奏はコンビを組んでいた不世出の天才ギタリスト、デュアン・オールマンに引けをとらない堂々としたものであった。また初期のソングライティングでは「エリザベス・リードの追憶」に代表されるようにジャズやプログレ寄りの作風がオールマンの音楽性の幅を広げるのに貢献した。
その後、次第にカントリー色が強くなり、カントリーを基本とする独特のスタイルを確立。ボーカルも担当し「グレッグはブルース系、ディッキー・ベッツはカントリー系の曲」とアルバムでもわかりやすい分担となっていた。
メジャースケールとコードトーンを多用し、ゆるやかな緩急でメロディアスにうたう独自のギタースタイルはサザンロックギターのひとつの典型となり、後世の、特にサザンロック系プレイヤーに大きな影響を与える。またオールマンのギタリストとして例外ではなくスライドギターの名手である。
ベッツ作曲の「ジェシカ」は1996年にベスト・ロック・インスト賞を受賞した。

## 人物
オールマン・ブラザーズ・バンドでは最年長であった彼だが、デュアン・オールマンには深い尊敬の念を抱いているようで、自分の息子に"Duane（デュアン）"と名づけている。その反面、弟のグレッグとは折り合いは悪いようで、彼との不和が原因で同バンドも3度も脱退している。

## 使用楽器

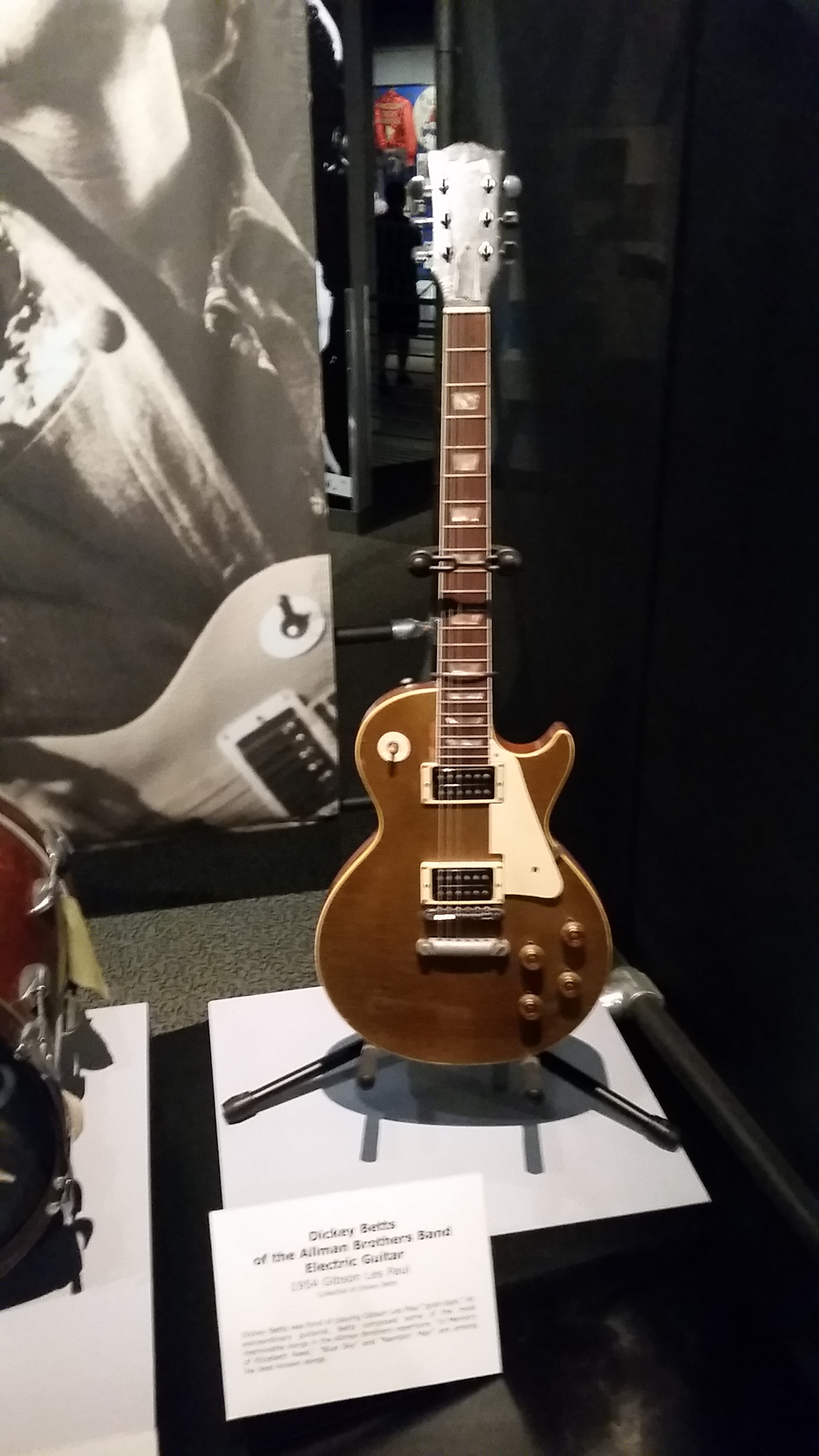
愛用したギブソン・レスポール Goldtop

オールマン・ブラザーズ・バンドの初期には1961年製のギブソン・SGを使用。後に、彼はそれをデュアンに譲った。それから1957年製のギブソンレスポールGoldtopを使い始め、このGoldtopはディッキーの代名詞となった。彼はそれに「ゴールディー」という名前をつけていた。80年代後半以降はポール・リード・スミスを愛用するようになる。そのほかフェンダー製のギターもよく使用する。

## ディスコグラフィー
ソロアルバム
- 1974年 Highway Call (Richard Betts)
- 1977年 Dickey Betts & Great Southern (Dickey Betts & Great Southern)
- 1978年 Atlanta's Burning Down (Dickey Betts & Great Southern)
- 1982年 Night (Dickey Betts)
- 1989年 Pattern Disruptive (Dickey Betts Band)
- 2001年 Let's Get Together (Dickey Betts Band)
- 2002年 The Collectors #1 (Dickey Betts & Great Southern)
- 2005年 (Back Where It All Begins: Live at the Rock and Roll Hall Of Fame & Museum (DVD) Dickey Betts & Great Southern)
- 2006年 The Official Bootleg (Live)  (Dickey Betts & Great Southern)